# Pieter van Noort

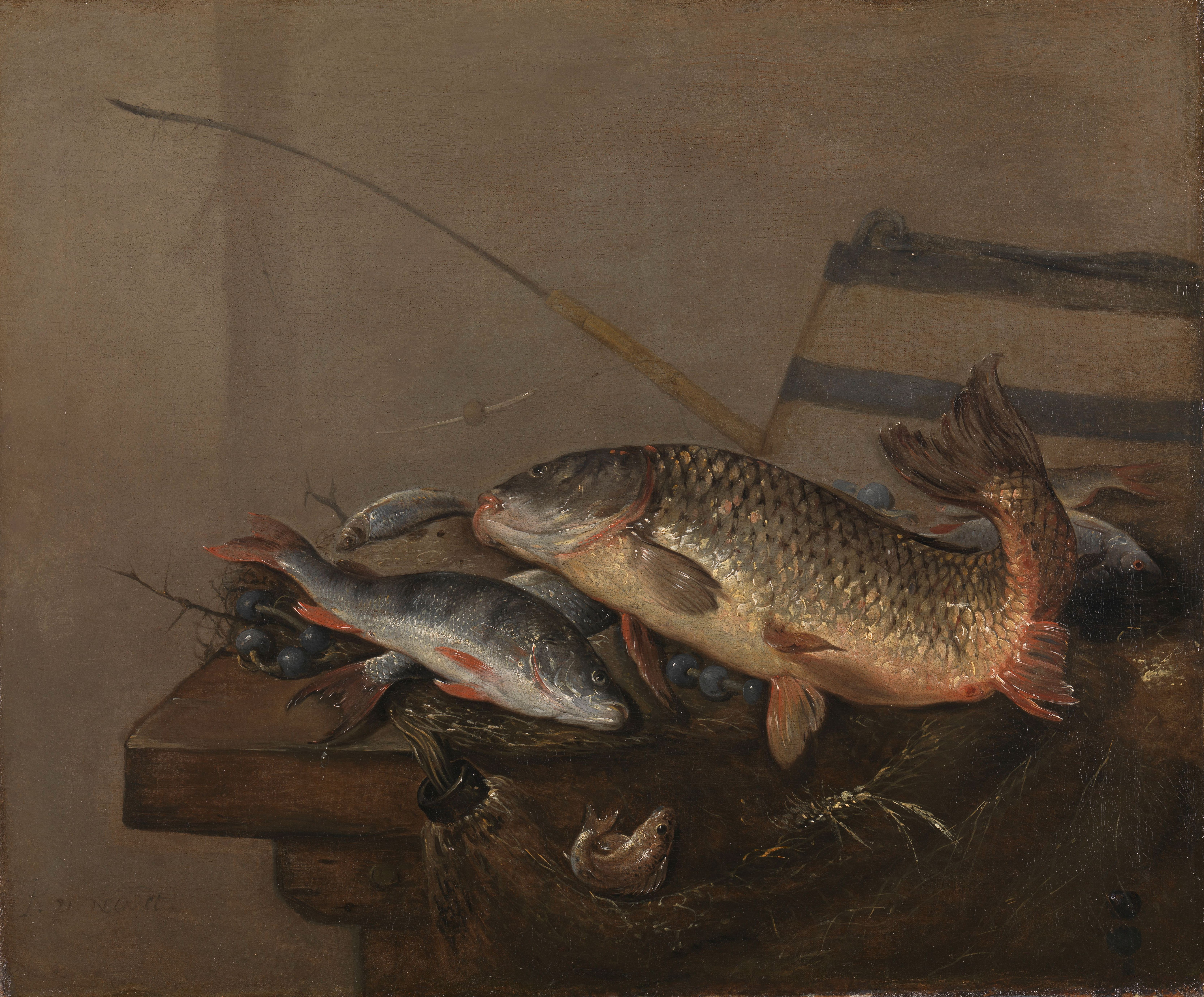
Visstilleven met karper en andere zoetwatervissen en visgerei

Pieter van Noort (Leiden, gedoopt 12 februari 1623 – Zwolle, begraven 4 september 1672) was een Noord-Nederlandse kunstschilder uit de 17e eeuw, gespecialiseerd in stillevens, met name visstillevens.
Pieter van Noort was een zoon van Derck Pieterszn van Noort en Soetgen Dircxdr la Fever. In maart 1648 betaalde Van Noort zijn entreegeld voor het Sint-Lucasgilde in Leiden, maar nog datzelfde jaar vertrok hij uit de stad. Op 22 maart 1652 trouwde hij in Zwolle met Adriana van Grotenlande, de dochter van een Leidse notaris. Zij was afkomstig uit Rotterdam. Ze vestigden zich in de Sassenstraat in Zwolle. De verhuizing naar Zwolle is merkwaardig omdat de stad niet bekend stond om zijn grote klantenkring voor kunst. In Zwolle werden tussen 1654 en 1664 vijf kinderen van hen gedoopt. Van Noort overleed in 1672 en werd begraven in de Grote Kerk in Zwolle.
Van Noort vervaardigde voornamelijk visstillevens, maar daarnaast ook jachtstillevens, portretten, genrevoorstellingen, historiestukken, diervoorstellingen en enkele trompe-l’oeil-stillevens. Zijn werk vertoont herhalingen van motieven en composities, wat hem een herkenbare maar weinig vernieuwende stijl geeft. Hendrick ten Oever introduceerde waarschijnlijk het werk van Van Noort in Amsterdam, toen Ten Oever daar eind jaren 1650 naartoe verhuisde en introk bij Cornelis de Bie. Isaac van Duynen was een navolger van Van Noort.
Zijn werk bevindt zich in collecties van het Rijksmuseum Amsterdam, Dordrechts Museum, Mauritshuis en Museum De Fundatie.
Een bijzonder voorbeeld van zijn oeuvre is een serie schilderijen met de Vijf zintuigen, tegenwoordig in bezit van het LWL-Museum für Kunst und Kultur in Münster.